# Orde van Aviz (Brazilië)

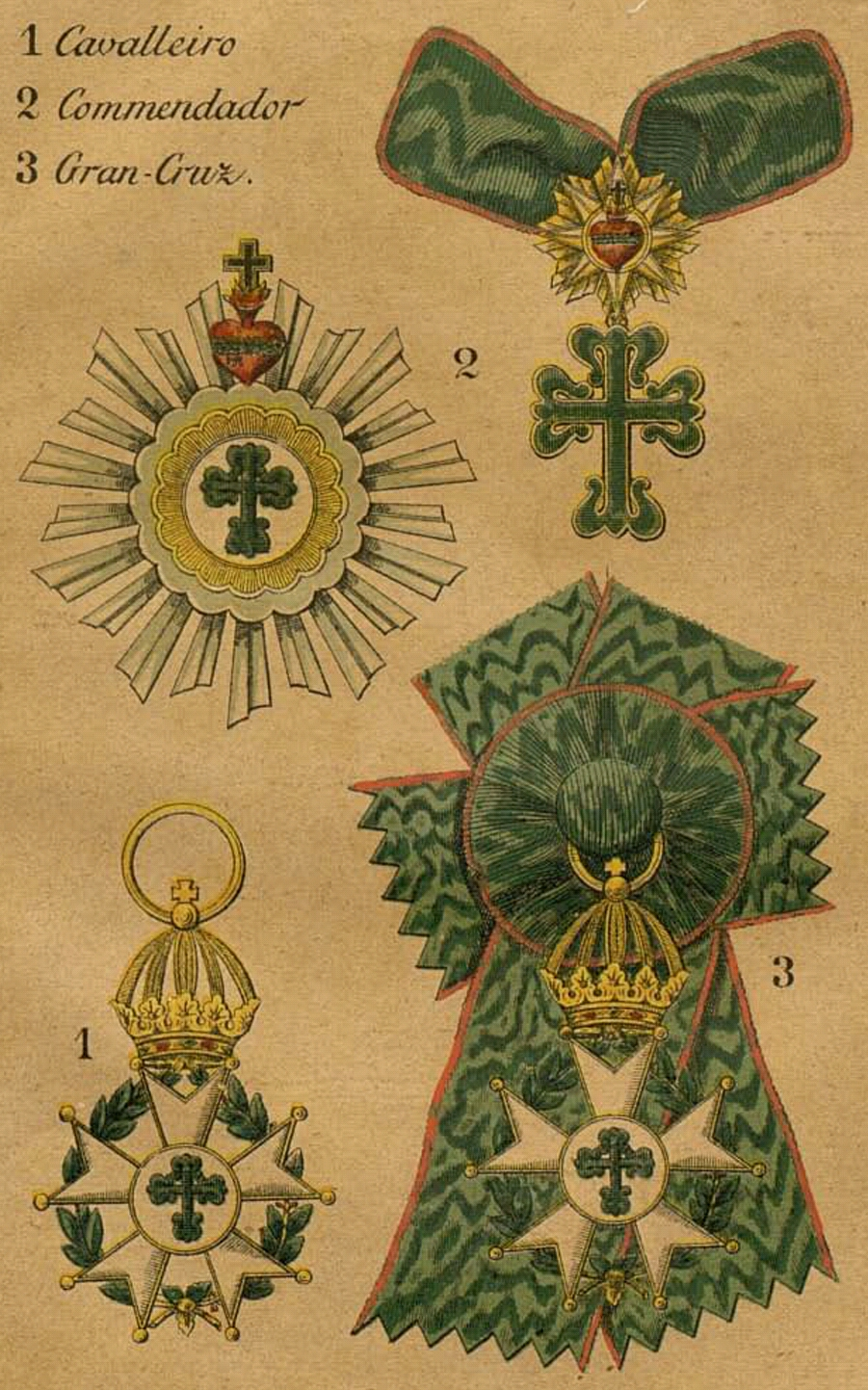
Militaire Orde van Aviz

De Orde van Aviz, voluit : "Militaire Orde van Aviz" (Portugees: "Ordem Militar de Aviz" of" São Bento d'Aviz") werd in 1144 door Portugese edelen gesticht als een "Nieuwe Militie" onder de slagzin "Sla de Moren dood".
De schatrijke Orde werd in 1789 door de Portugese koningin Maria I geseculariseerd en omgevormd tot een Militaire en Burgerlijke Orde van Verdienste met drie klassen. Toen het Portugese hof voor Napoleon naar Brazilië vluchtte werd de Orde ook daar vaak verleend. In Brazilië werd de Orde van Aviz daarom in 1843 door Keizer Pedro I tot een Braziliaanse militaire Orde verklaard. 
Twee van de drie Militaire Orden Orde van de Toren en het Zwaard, de Orde van Aviz en Orde van Sint Jacob van het Zwaard werden in 1890 door de voorlopige regering van de republiek afgeschaft maar de Orde van Aviz werd aangehouden als een Braziliaanse militaire Orde van verdienste. Desondanks zien de leden van de verdreven dynastie de Orde als hun huisorde.